# Championnat d'Europe de football américain
Le Championnat d'Europe de football américain est une compétition continentale de football américain mettant aux prises les sélections nationales européennes depuis 1983. La tenue de ces épreuves est irrégulière puisqu'un, deux ou quatre ans peuvent séparer deux éditions.
Le format du championnat d'Europe est dans un format de qualifications, et non plus un format de groupes avec montées et descentes comme auparavant.
Les trois premiers du championnat d'Europe 2018 sont qualifiés pour la prochaine coupe du monde.

## Histoire
Le premier Championnat d'Europe s'est déroulé en 1983 sans qualification. Les cinq nations participantes se sont affrontées dans un tournoi et ont joué au sein d'un classement.
De 1985 à 2001, un tournoi final est organisé, composé de deux demi-finales, d'une finale et généralement d'un match pour la troisième place. Le tournoi était précédé d'une qualification sans mode fixe. De 1985 à 1993, la qualification est supprimée car seules quatre équipes sont en compétition. L'édition de 1991 voit se disputer pour le titre dix équipes nationales, soit le plus grand nombre de participants jusqu'à ce jour.
Depuis 2003, le championnat d'Europe de football américain se déroule en trois tournois consécutifs, les équipes nationales étant réparties selon leurs niveaux de performance précédentes (groupes A, B, C). Le gagnant de chacun des deux premiers tournois (les groupes B et C) se qualifie pour le prochain tournoi de niveau supérieur. À l'issue du dernier tournoi (celui du groupe A) le champion d'Europe est déterminé. Les dernières équipes des deux tournois de niveau supérieur (groupes A et B) descendent d'une catégorie lors de l'édition suivante du championnat. Dans les années 2007 à 2010, l'équipe nationale autrichienne a participé aux trois tournois car elle avait remporté consécutivement les deux premiers tournois.
En 2014, l'EFAF devient l'IFAF Europe, membre de l'IFAF. Des dissensions internes vont conduire à une scission de l'IFAF Europe en deux factions : 
- IFAF Paris
- IFAF New York.

Ces deux entités distinctes vont tenter d'organiser chacune un championnat d'Europe de football américain. À ce jour, celui de l'IFAF Paris n'a pas encore eu lieu tandis que celui de l'IFAF New York a couronné l'équipe de France.
| Abrégé        | Nom                                                             | Dates       |
| ------------- | --------------------------------------------------------------- | ----------- |
| AFEF          | American Football European Federation                           | 1983        |
| EFL           | European Football League                                        | 1984 - 1993 |
| EFAF          | European Federation of American Football                        | 1994 - 2013 |
| IFAF Europe   | International Federation of American Football, section Europe   | 2014 - 2016 |
| IFAF New York | International Federation of American Football, section New York | 2017 -...   |
| IFAF Paris    | International Federation of American Football, section Paris    | 2017 -...   |

## Palmarès

### Groupe A
| Date    | Lieu                                                         |                                                              | Finale                                                       | Finale                                                       | Finale                                                       |                                                              | Match pour la 3e place                                       | Match pour la 3e place                                       | Match pour la 3e place                                       |
| ------- | ------------------------------------------------------------ | ------------------------------------------------------------ | ------------------------------------------------------------ | ------------------------------------------------------------ | ------------------------------------------------------------ | ------------------------------------------------------------ | ------------------------------------------------------------ | ------------------------------------------------------------ | ------------------------------------------------------------ |
| Date    | Lieu                                                         | Vainqueur                                                    | Score                                                        | Finaliste                                                    | 3e place                                                     | Score                                                        | 4e place                                                     |                                                              |                                                              |
| 1983    | Italie                                                       | Italie                                                       | 18 − 06                                                      | Finlande                                                     | Allemagne                                                    | 27 − 20                                                      | France                                                       |                                                              |                                                              |
| 1985    | Italie                                                       | Finlande                                                     | 13 − 02                                                      | Italie                                                       | Allemagne                                                    | 13 − 0                                                       | France                                                       |                                                              |                                                              |
| 1987    | Finlande                                                     | Italie                                                       | 24 − 22                                                      | Allemagne                                                    | Finlande                                                     | 38 − 23                                                      | Royaume-Uni                                                  |                                                              |                                                              |
| 1989    | Allemagne                                                    | Royaume-Uni                                                  | 26 − 0                                                       | Finlande                                                     | Allemagne                                                    | 29 − 09                                                      | Italie                                                       |                                                              |                                                              |
| 1991    | Finlande                                                     | Royaume-Uni                                                  | 14 − 03                                                      | Finlande                                                     | Pays-Bas                                                     | 17 − 12                                                      | France                                                       |                                                              |                                                              |
| 1993    | Italie                                                       | Finlande                                                     | 17 − 07                                                      | Italie                                                       | Allemagne                                                    | 21 − 03                                                      | Suède                                                        |                                                              |                                                              |
| 1995    | Autriche                                                     | Finlande                                                     | 27 − 07                                                      | Italie                                                       | Autriche                                                     | 18 − 0                                                       | Ukraine                                                      |                                                              |                                                              |
| 1997    | Italie                                                       | Finlande                                                     | 27 − 06                                                      | Suède                                                        | Italie                                                       | 14 − 07                                                      | Royaume-Uni                                                  |                                                              |                                                              |
| 2000    | Allemagne                                                    | Finlande                                                     | 30 − 29                                                      | Allemagne                                                    | Royaume-Uni                                                  | —                                                            | Ukraine                                                      |                                                              |                                                              |
| 2001    | Allemagne                                                    | Allemagne                                                    | 19 − 07                                                      | Finlande                                                     | Suède                                                        | —                                                            | Royaume-Uni                                                  |                                                              |                                                              |
| 2005    | Suède, Malmö                                                 | Suède                                                        | 16 − 03                                                      | Allemagne                                                    | Finlande                                                     | 34 − 12                                                      | Royaume-Uni                                                  |                                                              |                                                              |
| 2010    | Allemagne, Francfort                                         | Allemagne                                                    | 26 − 10                                                      | France                                                       | Autriche                                                     | 30 − 0                                                       | Suède                                                        |                                                              |                                                              |
| 2014    | Autriche, Vienne                                             | Allemagne                                                    | 30 a.p. 27                                                   | Autriche                                                     | France                                                       | 35 − 21                                                      | Finlande                                                     |                                                              |                                                              |
| 2018 NY | Finlande, Vantaa                                             | France                                                       | 28 − 14                                                      | Autriche                                                     | Finlande                                                     | 35 − 21                                                      | Suède                                                        |                                                              |                                                              |
| 2018 PA | Devait se jouer les 28 et 29 juillet 2018 mais a été annulé. | Devait se jouer les 28 et 29 juillet 2018 mais a été annulé. | Devait se jouer les 28 et 29 juillet 2018 mais a été annulé. | Devait se jouer les 28 et 29 juillet 2018 mais a été annulé. | Devait se jouer les 28 et 29 juillet 2018 mais a été annulé. | Devait se jouer les 28 et 29 juillet 2018 mais a été annulé. | Devait se jouer les 28 et 29 juillet 2018 mais a été annulé. | Devait se jouer les 28 et 29 juillet 2018 mais a été annulé. | Devait se jouer les 28 et 29 juillet 2018 mais a été annulé. |
| 2020-21 | Italie                                                       |                                                              | Italie                                                       | 41 − 14                                                      | Suède                                                        |                                                              | Finlande                                                     | 35 − 21                                                      | France                                                       |

### Groupe B
| Vainqueur | Score                      | Finaliste       | 3e place | Score              | 4e place           |         |                    |
| 2004      | France, Amiens             | Royaume-Uni     | 18 − 17  | France             | Russie             | 31 − 06 | Espagne            |
| 2009      | Autriche, Wolfsberg        | Autriche        | 42 − 00  | Danemark           | République Tchèque | 27 − 17 | Italie             |
| 2013      | Italie, Milan              | Danemark        | 49 − 29  | Italie             | Royaume-Uni        | 24 − 13 | République Tchèque |
| 2016      | Italie, Lignano Sabbiadoro | Italie          | 17 − 14  | Serbie             | Suisse             | 51- 00  | Israël             |
| 2016      | , Worcester                | Grande-Bretagne | 38 - 13  | République Tchèque | Pays-Bas           | 17 - 06 | Russie             |

### Groupe C
| Vainqueur | Score                | Finaliste | 3e place | Score   | 4e place           |         |          |
| 2003      | Danemark, Copenhague | Russie    | 43 - 35  | Italie  | République Tchèque | 45 - 20 | Danemark |
| 2007      | Autriche, Wolfsberg  | Autriche  | 42 - 00  | Norvège | Suisse             | 32 - 19 | Serbie   |
| 2012      | Suisse, Saint-Gall   | Serbie    | 20 - 14  | Suisse  | Pays-Bas           | 17 - 15 | Russie   |

## Bilan
| Rang | Pays               | Groupe A              | Groupe A                  | Groupe A                   | Groupe A | Groupe A | Groupe B              | Groupe B                  | Groupe B                   | Groupe C              | Groupe C                  | Groupe C                   |
| ---- | ------------------ | --------------------- | ------------------------- | -------------------------- | -------- | -------- | --------------------- | ------------------------- | -------------------------- | --------------------- | ------------------------- | -------------------------- |
| Rang | Pays               | Médaille d'or, Europe | Médaille d'argent, Europe | Médaille de bronze, Europe | 4e       | 5e       | Médaille d'or, Europe | Médaille d'argent, Europe | Médaille de bronze, Europe | Médaille d'or, Europe | Médaille d'argent, Europe | Médaille de bronze, Europe |
| 1    | Finlande           | 5                     | 4                         | 4                          | 1        | 1        |                       |                           |                            |                       |                           |                            |
| 2    | Allemagne          | 3                     | 3                         | 4                          |          |          |                       |                           |                            |                       |                           |                            |
| 3    | Italie             | 3                     | 3                         | 1                          | 1        |          |                       | 1                         |                            |                       | 1                         |                            |
| 4    | Royaume-Uni        | 2                     |                           | 2*                         | 3        | 1        | 1                     |                           | 1                          |                       |                           |                            |
| 5    | Suède              | 1                     | 2                         | 1*                         | 3        | 1        |                       |                           |                            |                       |                           |                            |
| 6    | France             | 1                     | 1                         | 1                          | 4        |          |                       | 1                         |                            |                       |                           |                            |
| 7    | Autriche           |                       | 2                         | 2                          |          | 2        | 1                     |                           |                            | 1                     |                           |                            |
| 8    | Pays-Bas           |                       |                           | 1*                         |          |          |                       |                           |                            |                       |                           | 1                          |
| 9    | Ukraine            |                       |                           | 1*                         | 1        |          |                       |                           |                            |                       |                           |                            |
| 10   | Danemark           |                       |                           |                            |          |          | 1                     | 1                         |                            |                       |                           |                            |
| 11   | Russie             |                       |                           |                            |          |          |                       |                           | 1                          | 1                     |                           |                            |
| 12   | République tchèque |                       |                           |                            |          |          |                       |                           | 1                          |                       |                           | 1                          |
| 13   | Serbie             |                       |                           |                            |          |          |                       |                           |                            | 1                     |                           |                            |
| 14   | Suisse             |                       |                           |                            |          |          |                       |                           |                            |                       | 1                         | 1                          |
| 15   | Norvège            |                       |                           |                            |          |          |                       |                           |                            |                       | 1                         |                            |

Légende : * = le match pour la 3e place n'a pas été joué.